# سکس شاپ خیابان هفتم
سکس شاپِ خیابان هفتم (ایتالیایی: Il porno shop della settima strada) یک فیلم اروتیک دلهره‌آور به کارگردانی جو داماتو است که در سال ۱۹۷۹ منتشر شد. این فیلم در آغاز به صورت سافت‌کور فیلمبرداری شد و سپس به درخواست تهیه‌کنندگان، چند صحنه هاردکور هم بدان افزوده شد.

## گزیدهٔ بازیگران
- آناماریا کلمنتی
- بریگیته پترونیو
- ارنستو کولی
- کریستیان بورومئو